# Инклюзивная бизнес-модель
Инклюзивная бизнес-модель (англ. inclusive business model) — экономически целесообразная схема ведения предпринимательской деятельности, включающая бедных (основание пирамиды) в качестве потребителей, покупателей, работников, производителей и предпринимателей на всех этапах цепочки создания добавленной стоимости, обеспечивая взаимовыгодное развитие для всех её участников.
Хотя благотворительность (филантропия), а также корпоративная социальная ответственность и имеют общие черты с инклюзивной бизнес-моделью, этот термин в большей степени соотносится с узким определением понятия социальное предпринимательство, если решение проблемы бедности включено в цели деятельности подобной организации/лица.
Термин «инклюзивная бизнес-модель» начинает широко применяться в научных работах в середине 2000-х годов и формализован Программой развития ООН: «Инициатива в области роста инклюзивных рынков» в 2008 году.

## Предпосылки
В докладе ООН «Обеспечение устойчивого прогресса человечества: уменьшение уязвимости и формирование жизнестойкости» за 2014 год говорится, что 2,2 млрд людей живут за или у черты бедности.
По оценкам Всемирного банка на 2015 год 12 процентов жителей планеты живёт в бедности; почти миллиард человек живёт менее чем на 1,25 доллара США в день.
Более миллиарда людей в мире не имеют доступа к чистой воде, 1,6 миллиарда (на 2015 — 1,4) — к электричеству и 5,4 — к Интернету; 2,5 миллиарда человек не имею счетов в финансовых учреждениях.
Тем не менее, существующий у бедного населения потенциал в сфере потребления, производства, инноваций и предпринимательской деятельности практически не используется.

## Формализация
В виде формализованной и глобально поддерживаемой концепции инклюзивная бизнес-модель впервые была представлена 1 июля 2008 года в докладе ООН «Преимущества для всех: стратегии ведения бизнеса с привлечением бедного населения» (англ. Creating Value for all: Strategies for Doing Business with the Poor).
Доклад был подготовлен Программой развития ООН: «Инициатива в области роста инклюзивных рынков» при участии Консультативного совета, в который вошли Международный форум лидеров бизнеса (англ. International Business Leaders Forum), Международная финансовая корпорация, основные международные доноры ООН (Агентство США по международному развитию и AFD), Всемирный совет предпринимателей по устойчивому развитию (англ. World Business Council for Sustainable Development), Мичиганский университет и Гарвардская школа бизнеса.
В докладе «Преимущества для всех» было разобрано более 50 конкретных кейсов со всего мира, систематизирован и формализован практический опыт, который лёг в основу определения и характеристики инклюзивной бизнес-модели.
В нём также была произведена оценка рисков.
В частности оговаривается, что вести бизнес с бедными трудно, рискованно и дорого для компаний.
Выделяется пять основных проблем в этой области: ограниченная информация о рынках, неэффективное регулирование, неразвитая инфраструктура, нехватка знаний и опыта, ограниченный доступ к финансовым продуктам и услугам.
В результате выделено пять бизнес-стратегий, которые успешно использовались для преодоления наиболее распространённых препятствий в области ведения бизнеса с бедными:
1. адаптация товаров и услуг;
2. инвестиции в инфраструктуру и обучение для устранения имеющихся ограничений;
3. использование сильных сторон бедного населения как резерва рабочей силы и менеджерских кадров, а также источника информации о местном рынке;
4. сотрудничество с единомышленниками среди бизнес-структур, неправительственных организаций (НПО) и государственных учреждений;
5. диалог с правительством по вопросам разработки политики.

По результатам постоянно действующая рабочая группа «Инициатива в области роста инклюзивных рынков» предложила и занялась разработкой инструментов, которые помогают практическому развитию инклюзивной бизнес-модели.